# Dorothea Chandelle

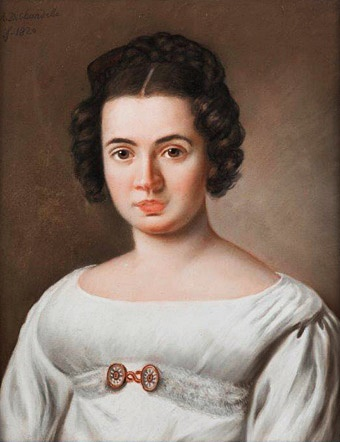
Frau Oberst Busch, gemalt 1820, von Dorothea Chandelle

Dorothea Chandelle (vollständig Maria Dorothea Walpurgis Chandelle; * 22. Juli 1784 in Frankfurt am Main; † 17. März 1866 ebenda) war eine deutsche Pastellmalerin.

## Leben und Wirken
Dorothea Chandelle wurde als dritte Tochter von insgesamt acht Kindern des Frankfurter Postbeamten Andreas Joseph Chandelle (1763–1820) und seiner Frau Anna Rosina geb. Wiesen (1752–1832) geboren. Matthäus Georg von Chandelle, geadelter Bischof von Speyer, war ihr Onkel, der Frankfurter Bildhauer Cornelius Andreas Donett (1683–1748) einer ihrer Urgroßväter.
Die Pastellmalerei erlernte sie von ihrem ebenfalls in dieser Kunstrichtung tätigen Vater und schuf vorwiegend Porträts, Blumen und religiöse Darstellungen. 1921 schrieb Lothar Brieger in seinem Werk Das Pastell: „Die hervorragendsten einheimischen Frankfurter Pastellmaler sind Andreas Joseph Chandelle und seine Tochter Dorothea.“ Dorothea Chandelle starb 1866 nahezu blind und verarmt.

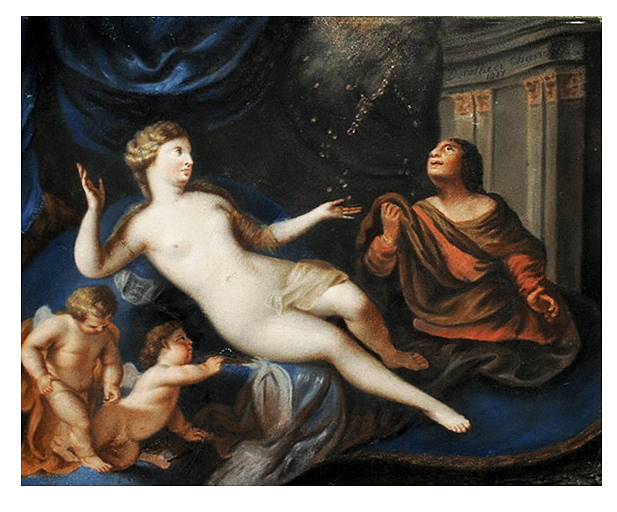
Danaë, 1817, von Dorothea Chandelle